# Sunnyside
Sunnyside (br: Idílio campestre / pt: Um idílio nos campos) é um filme mudo de curta metragem estadunidense de 1919, escrito, produzido, dirigido e protagonizado por Charles Chaplin. É o terceiro filme da First National Pictures.

## Sinopse
Charles Chaplin interpreta um ajudante de um pequeno hotel que é apaixonado por uma moça da cidade (Edna Purviance). Um moço vindo da cidade grande, começa a se interessar pela moça também. Só resta a Chaplin fazer de tudo para ganhar ela de volta.

## Elenco
- Charles Chaplin - Ajudante
- Edna Purviance - Moça da vila
- Tom Wilson - Patrão
- Tom Terriss - Moço da cidade grande
- Henry Bergman - Pai da moça
- Loyal Underwood - Pai do menino
- Tom Wood - Menino

## Ficha técnica
- Estúdio: Chaplin Studios
- Distribuição: First National
- Direção: Charles Chaplin
- Roteiro: Charles Chaplin
- Produção: Charles Chaplin
- Fotografia: Roland Totheroh
- Figurino: Mother Vinot
- Edição: Charles Chaplin (não-creditado)

## Curiosidades
- Sunnyside foi feito em um período em que a criavidade de Chaplin não estava tão boa. Quando foi lançado, muitos críticos fizeram indiferença em relação ao filme.